# 颱風珊瑚 (2017年)
颱風珊瑚（英語：Typhoon Sanvu，國際編號：1715，聯合颱風警報中心：WP172017）為2017年太平洋颱風季第15個被命名的風暴。此名（粵拼：Saan1 Wu4，國際音標：[saːn.wȕː]）由澳門提供，顧名思義是居住在大海裡的海洋生物珊瑚，珊瑚乃一種堅硬物質，常用於裝飾物中。它是由無數細小的海產動物的骨骼積聚而成。

## 發展過程
珊瑚是2017年太平洋颱風季第15個被命名的熱帶氣旋，於8月26日增強為熱帶低氣壓。
8月28日下午2時，日本氣象廳率先升格為熱帶風暴，並給予國際編號「1715」，臺灣中央氣象局亦同時將其升格為輕度颱風。珊瑚的環流廣大，預報也顯示出「珊瑚」的環流直徑有機會達到二千公里 ，覆蓋面十分廣闊。
8月30日，各氣象部門把珊瑚升格為強烈熱帶風暴。
8月31日，台灣中央氣象局把珊瑚升格為中度颱風，隨後其他部門也逐步把它升格為颱風。
9月3日，臺灣中央氣象局把珊瑚降格為輕度颱風。當日晚上，日本氣象廳認為珊瑚已經轉化為溫帶氣旋。
中國國家氣象中心在2018年5月1日發佈的「2017年熱帶氣旋最佳路徑數據」中，把珊瑚的強度從每秒35米（每小時125公里）上調至每秒40米（每小時145公里），並把珊瑚的中心氣壓下調至960百帕斯卡。

## 影響
受颱風珊瑚影響，小笠原群島有大雨、暴風、大浪警報，伊豆諸島也有大浪警報。其外圍環流剛好遇上秋雨前線，使得日本關東地區持續有降雨。
8月30日至9月1日間，颱風珊瑚在父島周邊停滯不動，降下了約330毫米的雨量，創下了近50年父島的雨量記錄。

## 外部連結
| 太平洋颱風季             |
| 主題頁 - 專題 - 編輯指南 |

- （英文）颱風2000：各氣象部門對珊瑚的預測路徑集合 （页面存档备份，存于）
- （英文）美國太空總署：相關資料 （页面存档备份，存于）
- （日語）日本氣象廳：數位颱風網資料（日文版 （页面存档备份，存于）、英文版 （页面存档备份，存于））、1715最佳路徑數據（日文版 （页面存档备份，存于）、英文版 （页面存档备份，存于））、2017年熱帶氣旋最佳路徑圖（日文版 （页面存档备份，存于）、英文版 （页面存档备份，存于））、2017年熱帶氣旋最佳路徑數據 （页面存档备份，存于） （页面存档备份，存于）
- （英文）美國聯合颱風警報中心：17W最佳路徑數據 （页面存档备份，存于）、最佳路徑圖 （页面存档备份，存于） （页面存档备份，存于）
- （英文）美國海軍研究實驗室：17W檔案 （页面存档备份，存于）
- （简体中文）中國國家氣象中心：2017年熱帶氣旋最佳路徑數據 （页面存档备份，存于）
- （繁體中文）臺灣交通部中央氣象局：颱風資料庫——中度台风珊瑚
- （繁體中文）香港天文台：2017年熱帶氣旋概述（8月 （页面存档备份，存于）、9月 （页面存档备份，存于））